# Cité Martignac
La cité Martignac est une voie du 7e arrondissement de Paris, en France.

## Situation et accès
La cité Martignac est une voie située dans le 7e arrondissement de Paris. Elle débute au 111, rue de Grenelle et se termine en impasse.

## Origine du nom

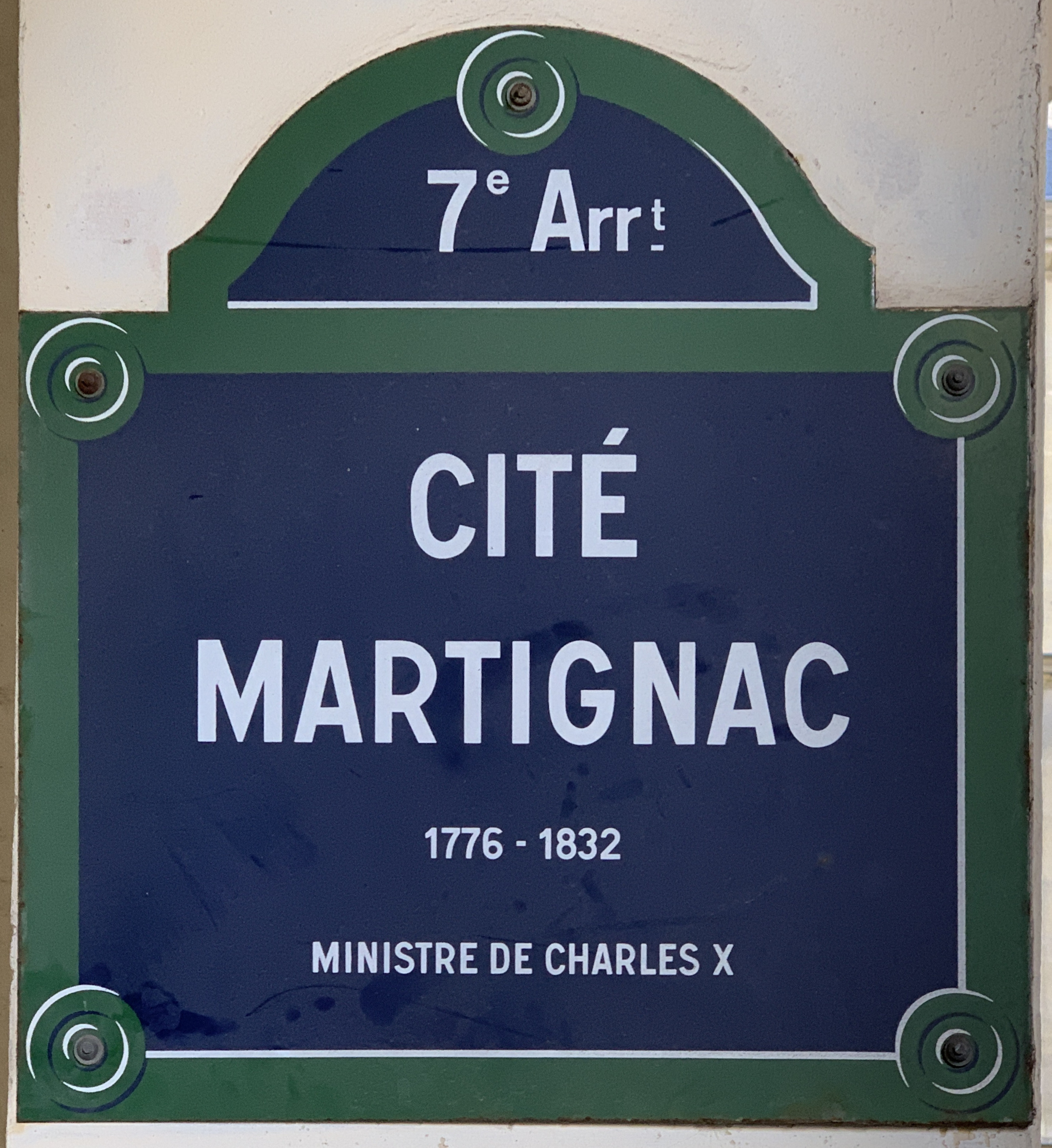
Plaque de la cité.

Elle porte le nom de Jean-Baptiste Sylvère Gaye, vicomte de Martignac (1778-1832) en raison de sa proximité avec la rue éponyme.

## Historique
L'assainissement de cette voie a été effectué par un arrêté du 6 février 1976.